# Robert Ryman
Robert Ryman (Nashville, 30 maggio 1930 – New York, 8 febbraio 2019) è stato un artista statunitense legato al minimalismo e all'arte concettuale.

## Biografia
Nasce a Nashville, nel Tennessee, il 30 maggio 1930. Tra il 1948 e il 1949 studia al Tennessee Polytechnic Institute di Cookeville e al George Peabody College for Teachers l'anno successivo, con l’obiettivo di diventare docente. Nel corso dello stesso anno viene arruolato nell’esercito degli Stati Uniti d'America, per poi essere assegnato ad una banda di riserva durante la guerra di Corea. Dopo aver girato per un paio d'anni il sud degli Stati Uniti con la banda, la sua passione per la musica lo porterà, nel 1952, a trasferirsi a New York, dove punterà a diventare un sassofonista jazz professionista.

## Esposizioni
Ryman ha tenuto la sua prima mostra personale alla Paul Bianchini Gallery di New York nel 1967.
La sua prima mostra in Europa è stata nel 1968 l'anno alla Galerie Heiner Friedrich di Monaco di Baviera.
Nel 1969 le opere di Ryman facevano parte di When Attitudes Become Form, una mostra fondamentale di opere di artisti minimalisti e concettuali organizzata dalla Kunsthalle Bern.
La sua prima mostra personale in un museo è stata nel 1972 al Solomon R. Guggenheim Museum di New York, nella quale ha presentato trentotto opere realizzate dal 1965 al 1971.
La sua prima retrospettiva è stata organizzata dallo Stedelijk Museum di Amsterdam nel 1974.
È stato incluso in cinque mostre esposte alla Daniel Weinberg Gallery, tra cui due personali: Robert Ryman: Recent Paintings (1983) e Robert Ryman: Recent Painting (1994).
Nel 1993-1994, la più grande retrospettiva dei dipinti di Ryman, curata da Robert Storr, è stata esposta alla Tate Gallery di Londra, al Museo Nacional Centro de Arte Reina Sofía di Madrid, al Museum of Modern Art di New York, al Museum of Modern Art di San Francisco e il Walker Art Center di Minneapolis.
Le opere di Robert Ryan sono state presentate a documenta 5 (1972), documenta 6 (1977) e documenta 7 (1982) di Kassel; alla Biennale d'Arte di Venezia (37ª Biennale del 1976, 38ª Biennale del 1978, 39ª Biennale del 1980, 50ª Biennale del 2003 e 52ª Biennale del 2007), e alla Whitney Biennial di New York (1977, 1987, 1995).